# Scanners 3
Scanners 3 (Scanners 3: The Takeover) è un film del 1992 diretto da Christian Duguay.
Si tratta del terzo capitolo della serie Scanners, che ha come soggetto vita e vicissitudini degli Scanners, individui dotati di poteri telepatici e telecinetici. Il regista è il medesimo di Scanners 2 - Il nuovo ordine, mentre il primo film Scanners è diretto da David Cronenberg.
La trama di questo terzo capitolo è indipendente da quelle dei film precedenti.

## Trama
Uno scanner, con l'assunzione di un farmaco sperimentale creato per alleviare i dolori di questi individui, inizia ad impazzire uccidendo la famiglia e cercando di assumere il controllo del mondo intero.

## Produzione
Il film è stato interamente girato a Montréal, Québec (Canada).